# NGC 3963
NGC 3963 este o galaxie spirală situată în constelația Ursa Mare. A fost descoperită în 18 martie 1790 de către William Herschel. Se află la o distanță de 49,18 de megaparseci de Pământ.